# Journal of the History of Ideas
Tidsskiftet Journal of the History of Ideas er et peer-reviewed forskningstidsskrift, der udgiver forskning indenfor idéhistorie. Tidsskriftet definerer idéhistorie bredt og omfatter bl.a. filosofihistorie, begrebshistorie, litteraturhistorie, videnskabshistorie, boghistorie og kunsthistorie." Tidsskriftet blev grundlagt i 1940 af Arthur Lovejoy, der allerede i 1920 havde grundlagt sammenslutningen the History of Ideas Club, der bragte tænkere sammen fra forskellige discipliner, der alle var interesserede i det historiske aspekt af intellektuelt liv. Dette gjorde, at tidsskiftets fokus allerede fra starten af var tværfagligt. Lovejoy havde tiltænkt, at tidsskriftet skulle omfavne den globale idéhistorie, men fokus har primært ligget på vestlig idéhistorie. Dette har de nuværende redaktører dog prøvet at rette op på ved at få tilknyttet forskere, der er specialiseret i hhv. kinesiske, latinamerikanske og sydøstasiatiske studier. Siden 2006 er tidsskiftet blevet udgivet af the University of Pennsylvania Press.